# Egawa Hidetatsu
Egawa Hidetatsu Tarōzaemon (江川英龍太郎左衛門 Giang Xuyên Anh Long Thái Lang Tả Vệ Môn,  ngày 23 tháng 6 năm 1801 – ngày 1 tháng 3 năm 1855) là quan chức Mạc phủ Tokugawa cuối thời Edo.  Ông là viên chức đại diện Mạc phủ với tên gọi Daikan (Đại quan), phụ trách các phiên trấn thuộc Mạc phủ Tokugawa gồm xứ Izu, Sagami và Kai suốt thời kỳ Bakumatsu. Ông đóng vai trò hàng đầu trong việc tăng cường phòng thủ bờ biển Nhật Bản chống lại sự xâm lấn của các cường quốc phương Tây vào thế kỷ 19.

## Phòng thủ bờ biển

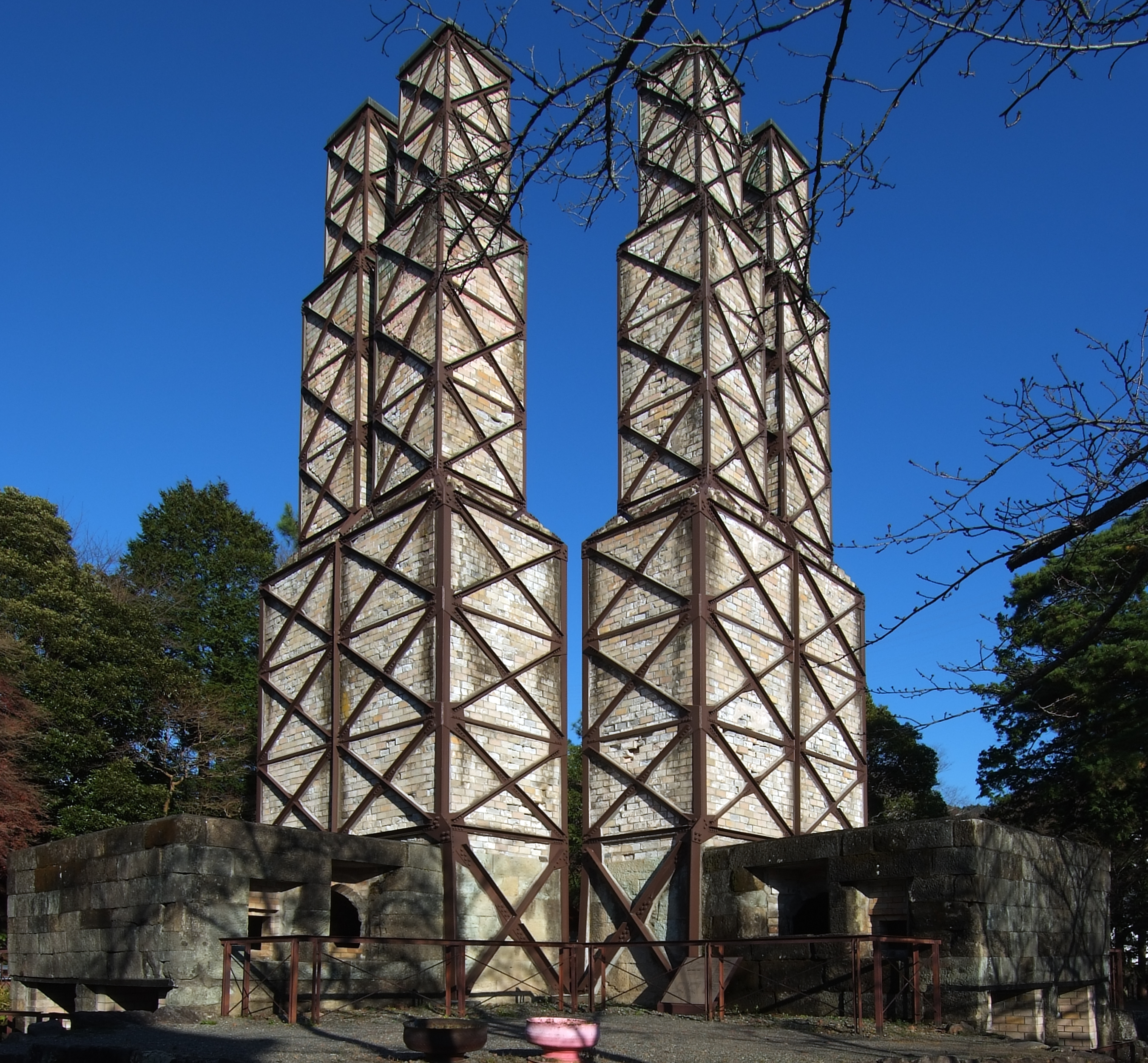
Lò phản xạ Nirayama (韮山) ở Izunokuni, Shizuoka Nhật Bản do do Egawa Hidetasu xây nên. Khởi công xây dựng vào tháng 11 năm 1853, sau 3 năm 6 tháng thì hoàn thành vào năm 1857 và hoạt động cho đến năm 1864.

Do nắm giữ cương vị liên quan đến bờ biển, Egawa Hidetatsu được giao phó công tác phòng thủ vùng duyên hải, điều quan trọng đối với Nhật Bản vào thời điểm đó. Ông có quan hệ mật thiết với nhóm Shōshikai của Watanabe Kazan, và Takano Chōei.
Egawa Hidetatsu được giao trách nhiệm thiết lập việc bảo vệ Vịnh Edo trước sự xâm nhập của phương Tây vào năm 1839,  sau biến cố Morrison dưới sự chỉ huy của Charles W. King năm 1837. Năm 1841, Egawa cho phép Takashima Shūhan diễn tập bắn súng trước sự chứng kiến của giới chức Mạc phủ Tokugawa.
Ngay từ năm 1842, Egawa đã cố gắng xây dựng một lò luyện vũ khí ở làng Nirayama ở bán đảo Izu. Sau khi cử một môn sinh đến nghiên cứu cái lò được dựng lên ở phiên Saga, một cái lò mới được khởi công dành cho việc đúc đại bác tỏ ra thành công vào năm 1858, sau cái chết của Egawa.
Egawa giảng dạy kỹ thuật và súng thuật kiểu phương Tây cho rất nhiều người về sau đóng vai trò lớn trong công cuộc Minh Trị Duy tân.  Ông còn ủng hộ việc nhập ngũ nông dân vào quân đội.

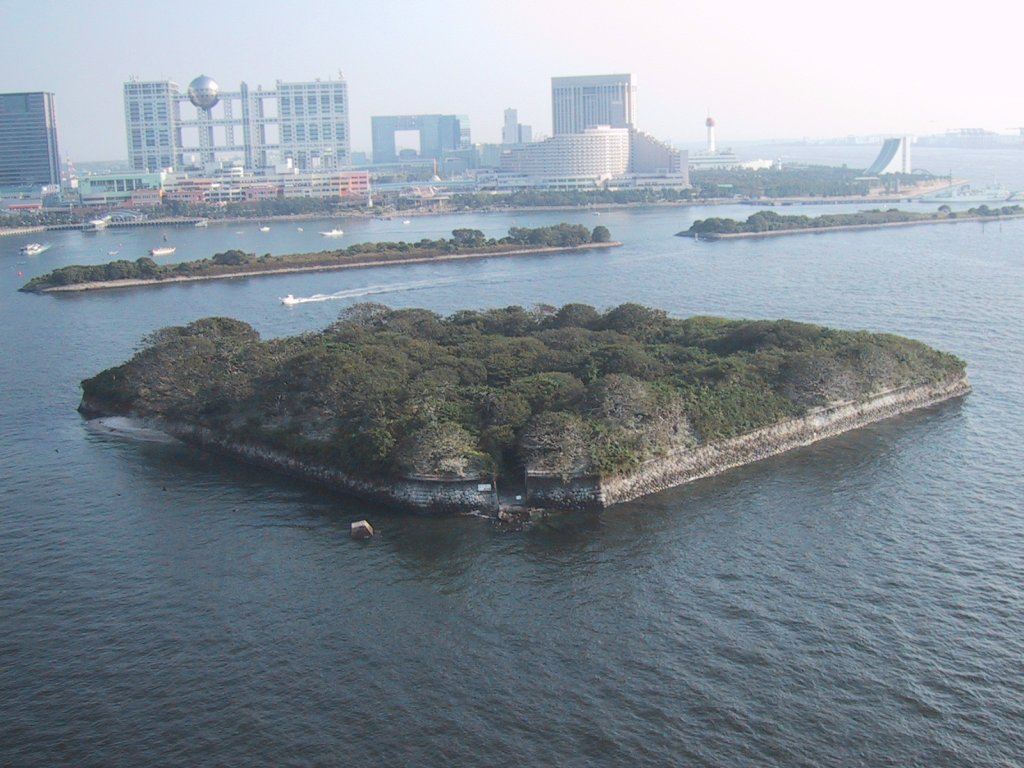
Egawa Hidetatsu đã thiết kế và chế tạo các khẩu đội pháo ở Odaiba ngay tại cổng vào Edo năm 1853-1854.

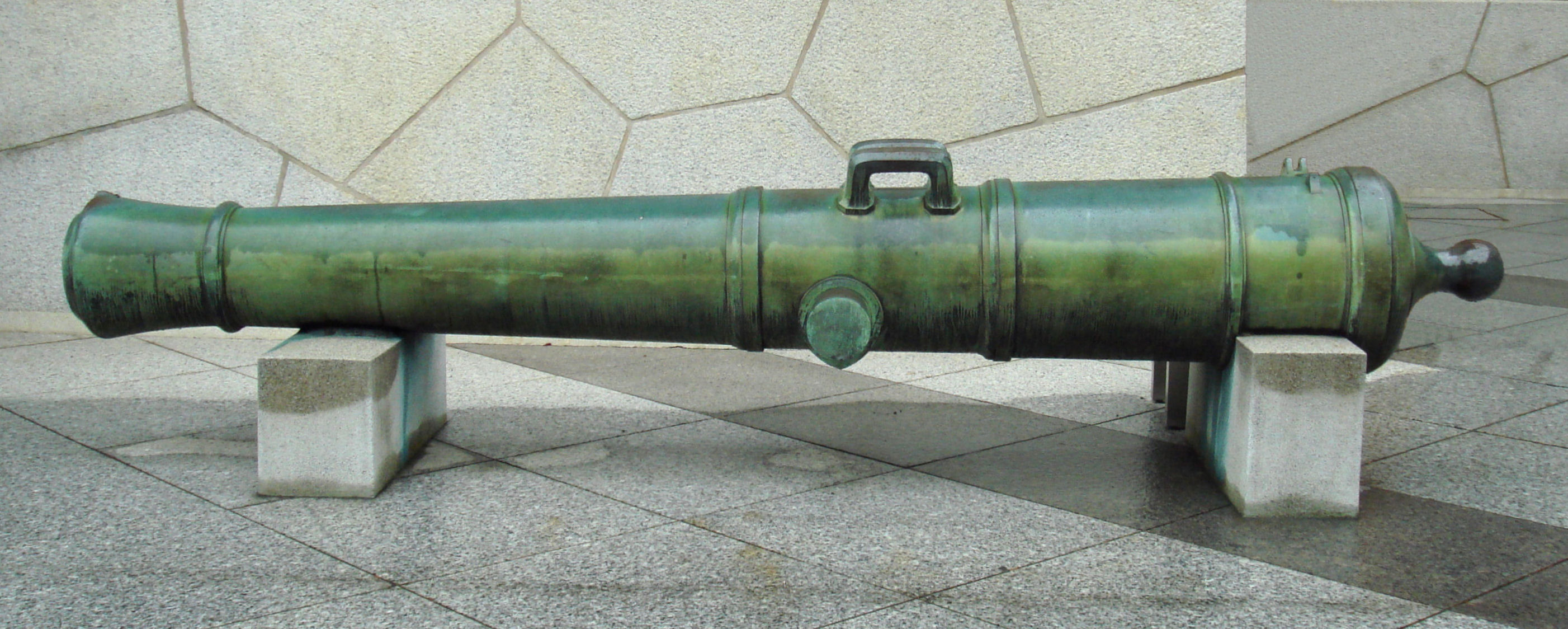
Một trong những khẩu đại bác của Odaiba, hiện đang ở Đền Yasukuni. Đồng 80 pound, nòng: 250mm, chiều dài: 3830mm.

Egawa cũng thiết kế và xây dựng các vị trí lắp đặt ụ pháo ở lối vào cảng Edo tại Odaiba vào năm 1853-1854, sau chuyến thăm năm 1853 của Đề đốc Perry và lời hứa sẽ trở lại vào năm sau của ông. Mạc phủ ra lệnh xây dựng các công sự ven biển nhằm ngăn chặn sự xâm nhập tới gần Edo của tàu thuyền nước ngoài.  Đề đốc Perry sẽ dừng hạm đội của mình một cách hữu hiệu tại Uraga, về phía nam cửa ngõ Vịnh Edo, chuẩn bị đầy đủ cho việc khai chiến nếu các cuộc đàm phán của ông với người Nhật thất bại. Đoàn tàu của ông được trang bị súng bắn loại đạn pháo Paixhans tối tân, có khả năng hủy diệt ở mọi nơi khi một quả đạn pháo bắn trúng mục tiêu. Ông mất do làm việc quá sức vào năm 1855.

## Tranh luận phương Tây hóa
Egawa đã tham gia vào một cuộc tranh luận quan trọng vào thời điểm đó, liệu có nên áp dụng súng và phương pháp của phương Tây hay không. Ông chủ trương rằng người Anh đã thể hiện ưu thế vượt trội so với người Trung Quốc trong cuộc Chiến tranh Nha phiến năm 1840, và cần phải sử dụng các kỹ thuật của riêng họ để đẩy lùi họ. Những người khác, chẳng hạn như Torii Yōzō cho rằng chỉ nên sử dụng và củng cố các phương pháp truyền thống của Nhật Bản. Egawa cho rằng cũng giống như Nho giáo và Phật giáo đã được du nhập từ nước ngoài, việc giới thiệu các kỹ thuật hữu ích của phương Tây là rất hợp lý. Sakuma Shōzan từng có thời gian theo học ngôi trường chuyên dạy về Tây học do Egawa Hidetatsu sáng lập.
Một tổng hợp lý thuyết về "tri thức phương Tây" và "đạo đức phương Đông" sau này được Sakuma Shōzan và Yokoi Shōnan hoàn thiện, theo quan điểm "khống chế những kẻ man di bằng những phương pháp của riêng chúng".
Có lần Egawa từng chiêu mộ Nakahama Manjirō, một người Nhật đắm tàu đã từng sinh sống suốt 10 năm liền ở phương Tây trước khi trở về nước, để nắm bắt cho bằng được lượng kiến thức tốt hơn về phương Tây.